# Hypena vitellinalis
Hypena vitellinalis är en fjärilsart som beskrevs av Walker 1859. Hypena vitellinalis ingår i släktet Hypena och familjen nattflyn. Inga underarter finns listade i Catalogue of Life.